# Mistrzostwa Polski w Łyżwiarstwie Szybkim w Wieloboju 1982
54. Mistrzostwa Polski w łyżwiarstwie szybkim w wieloboju odbyły się w 1982 roku w Warszawie na torze Stegny. Złote medale zdobyli Ewa Białkowska i Piotr Krysiak.

## Kobiety
| Msc. | Zawodniczka                        | 500 m | 1500 m | 3000 m | 5000 m | Wielobój |
| 1.   | Ewa Białkowska (Olimpia Elbląg)    |       |        |        |        | 185,735  |
| 2.   | Zofia Tokarczyk (AZS-SMS Zakopane) |       |        |        |        | 190,144  |
| 3.   | Grażyna Kluza (AZS-SMS Zakopane)   |       |        |        |        | 190,849  |

## Mężczyźni
| Msc. | Zawodnik                         | 500 m | 1500 m | 5000 m | 10 000 m | Wielobój |
| 1.   | Piotr Krysiak (Olimpia Elbląg)   |       |        |        |          | 173,805  |
| 2.   | Włodzimierz Waś (Olimpia Elbląg) |       |        |        |          | 178,596  |
| 3.   | Dawid Urbański (SNPTT Zakopane)  |       |        |        |          | 179,598  |